# IFW Dresden

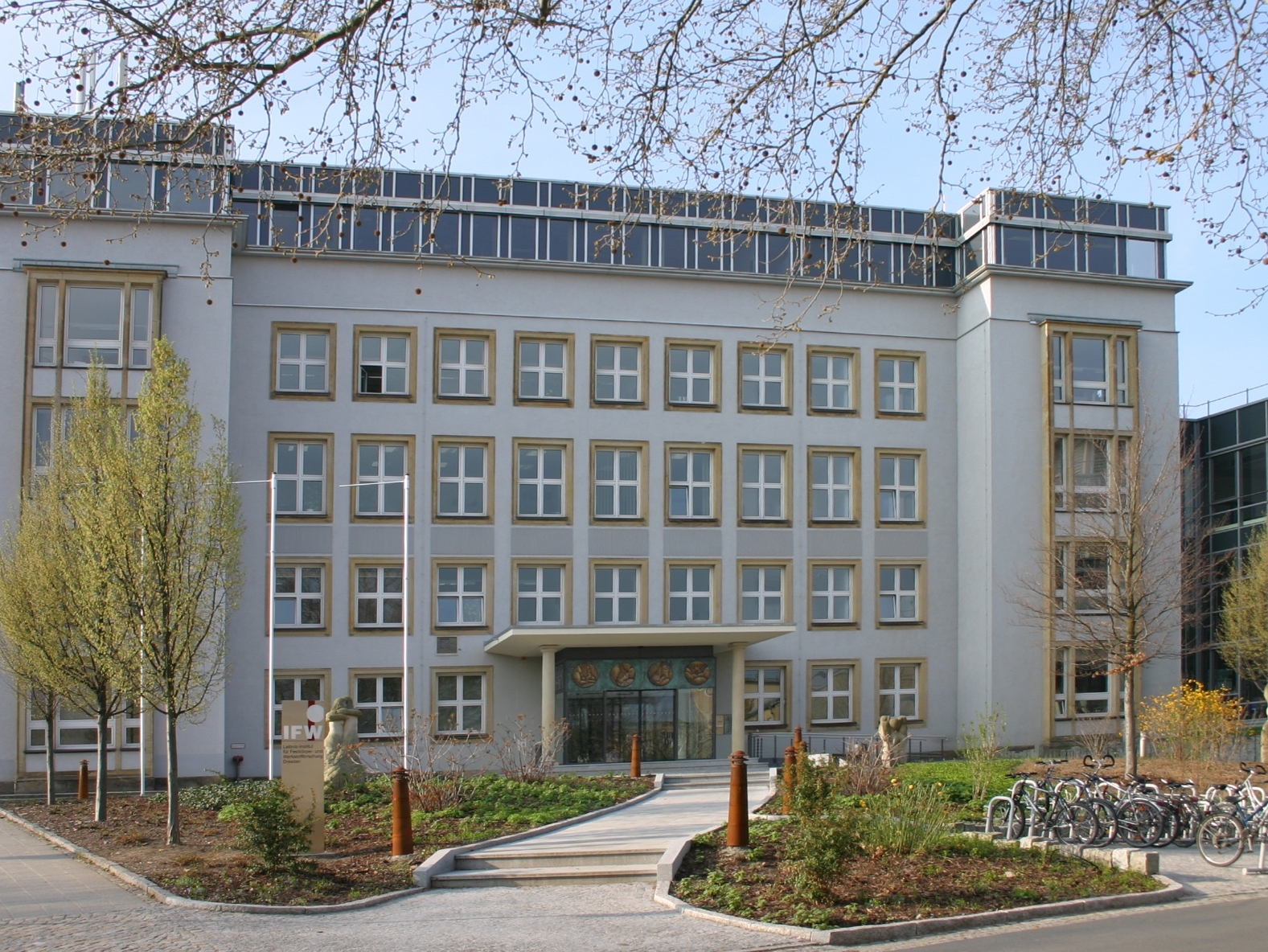
Het gebouw van IFW Dresden

Het Leibniz-Institut für Festkörper- und Werkstoffforschung Dresden – afgekort IFW Dresden – is een buitenuniversitair onderzoeksinstituut in de Duitse deelstaat Saksen. Het richt zich op materiaalkundig onderzoek op fundamentele, natuurwetenschappelijke grondslag. Het spant daarbij de boog van kennisontwikkeling op het gebied van de natuurkunde en chemie tot de ontwikkeling van nieuwe materialen en producten.

## Personeel en Financiering
Het IFW Dresden heeft ca. 400 medewerkers, waarvan 190 wetenschappers, voornamelijk natuurkundigen, chemici en ingenieurs. De grondfinanciering van ca. 23 mln. euro jaarlijks wordt in gelijke mate gedragen door de Duitse federale overheid en de deelstaat Saksen. Daarnaast trekt het IFW jaarlijks circa 5 miljoen euro projectmiddelen uit de industrie en andere instanties aan.

## Organisatie/Instituten
Het IFW bestaat uit vijf wetenschappelijke deelinsituten, waarvan de directeuren tevens hoogleraar aan de TU Dresden of TU Chemnitz zijn.